# Пшивідз (Лодзинське воєводство)
Пшивідз (пол. Przywidz) — село в Польщі, у гміні Пенчнев Поддембицького повіту Лодзинського воєводства.
Населення — 120 осіб (2011).
У 1975—1998 роках село належало до Серадзького воєводства.

## Демографія
Демографічна структура станом на 31 березня 2011 року:
|          | Загалом | Допрацездатний вік | Працездатний вік | Постпрацездатний вік |
| -------- | ------- | ------------------ | ---------------- | -------------------- |
| Чоловіки | 56      | 8                  | 38               | 10                   |
| Жінки    | 64      | 10                 | 32               | 22                   |
| Разом    | 120     | 18                 | 70               | 32                   |